# Universidad rural
La universidad rural es un proyecto internacional de educación alternativa sin ánimo de lucro con centros en EE. UU., México y Europa. La institución está dedicada a enseñar artes, ciencias y humanidades con énfasis en el medio ambiente y la agricultura, aunque es ampliable a cualquier otro campo y disciplina. Realiza sus propias actividades de enseñanza, investigación y divulgación científica, pero sus enseñanzas y titulaciones no son regladas, pero han de estar homologados por el Consejo Internacional de las Artes y las Ciencias.
En sus campus conviven profesores y alumnos, las aulas son menos masificadas y, por tanto, el contacto entre compañeros y docentes es más directo. No es un modelo de educación competitivo con la educación tradicional, sino complementario, con prácticas que serían difícilmente aplicables en otro entorno. Se pretende el abandono de la idea de la posesión de títulos académicos, y volver a sentirse discípulo del maestro.

## Síntesis
Si solamente entiendo, olvido; si sólo observo, retengo; pero si lo hago, entonces comprendo.

## Historia
La idea se concibió en Malí, en un lugar denominado la casa de la palabra viendo como un grupo de jóvenes escuchaban con respeto y admiración las enseñanzas de sus ancianos, una frase se le quedó grabada al director del proyecto: aquí cuando se muere un anciano, es como si se quemara una biblioteca.
El hecho de que los Maestros hayan cumplido la edad de jubilación, hace que no se sientan apartados de la sociedad, sino que es precisamente una parte de esa sociedad quien aprovecha sus conocimientos y los transmite de nuevo a sus miembros creando una sinergia de enriquecimiento mutuo.